# The Kaiser Aluminum Hour
The Kaiser Aluminum Hour è una serie televisiva statunitense in 23 episodi trasmessi per la prima volta nel corso di una sola stagione dal 1956 al 1957 durante la quale si alternò con la serie Armstrong Circle Theatre.
È una serie di tipo antologico sponsorizzata dalla Kaiser Aluminum Company in cui ogni episodio rappresenta una storia a sé. Gli episodi sono storie di genere drammatico.

## Interpreti
La serie vede la partecipazione di varie star cinematografiche e televisive, molte delle quali interpretarono diversi ruoli in più di un episodio.
- Alexander Scourby (3 episodi, 1956-1957)
- William Shatner (3 episodi, 1956-1957)
- Larry Gates (2 episodi, 1956-1957)
- Paul Mazursky (2 episodi, 1956-1957)
- Van Dyke Parks (2 episodi, 1956-1957)
- Harry Townes (2 episodi, 1956-1957)
- Roland Winters (2 episodi, 1956-1957)
- Frank Campanella (2 episodi, 1956)
- Paul Newman (2 episodi, 1956)
- Jacqueline Scott (2 episodi, 1957)

## Produzione
La serie fu prodotta da Unit Four Productions (casa di Worthington Miner, Franklin Schaffner, Fielder Cook e George Roy Hill).

### Registi
Tra i registi sono accreditati:
- Franklin J. Schaffner in 6 episodi (1956-1957)
- Fielder Cook in 3 episodi (1956-1957)
- George Roy Hill in 3 episodi (1956-1957)
- Ira Cirker
- Paul Lammers
- Alfred Levy
- David Susskind

### Sceneggiatori
Tra gli sceneggiatori sono accreditati:
- Steve Gethers in 2 episodi (1956)
- Richard Berg in 2 episodi (1957)
- Leslie Slote in 2 episodi (1957)

## Distribuzione
La serie fu trasmessa negli Stati Uniti dal 3 luglio 1956 al 18 giugno 1957 sulla rete televisiva NBC.

## Episodi
| Stagione       | Episodi | Prima TV USA |
| -------------- | ------- | ------------ |
| Prima stagione | 23      | 1956-1957    |